# Chott Ech Chergui
Chott Ech Chergui (en árabe: شط الشرقي) es un lago endorreico grande con agua salada en el noroeste de Argelia, que se encuentra en las coordenadas geográficas 34°35′N 00°05′E / 34.583, 0.083 en el Atlas sahariano.
El chott tiene una superficie de aproximadamente 2.000 km² y es uno de los mayores lagos de Argelia, además de sitio Ramsar, con una superficie de 8.555 kilómetros cuadrados.
En enero de 2001, el Chott Ech Chergui fue designado como un humedal de importancia internacional (sitio Ramsar n.º 1.052).